# Kiss Attila (politikus)
Kiss Attila (Hajdúböszörmény, 1968. április 22. –) magyar pedagógus, népművelő, politikus, 2002 és 2014 között országgyűlési képviselő, 2006 és 2024 között Hajdúböszörmény polgármestere.

## Élete
Általános iskolai és középiskolai tanulmányait szülővárosában végezte, 1986-ban érettségizett a hajdúböszörményi Bocskai István Gimnáziumban. Érettségi után egy évig a Sillye Gábor Művelődési Központ munkatársaként dolgozott, majd 1988-ig a Bocskai István Általános Iskolában képesítés nélküli nevelő volt. 
1988 és 1991 között a debreceni Kölcsey Ferenc Református Tanítóképző Főiskola hallgatója volt, ahol 1991-ben szerzett általános iskolai tanító diplomát, ezt követően 1992-ig a hajdúböszörményi Óvóképző Főiskola könyvtárosaként dolgozott, majd 1992-től 1998-ig a Fürdőkerti Ifjúsági Szabadidőközpont vezetője volt. 1996-ban a debreceni Kossuth Lajos Tudományegyetemen művelődési és felnőttképzési menedzser oklevelet szerzett.
1998-ban Hajdúböszörmény város főállású alpolgármestere lett, majd a 2002-es országgyűlési választáson a Fidesz Hajdú-Bihar megyei területi listájáról jutott a parlamentbe. A 2006-os és a 2010-es országgyűlési választáson Hajdú-Bihar megye 9. számú, Hajdúböszörmény központú választókerületében szerzett mandátumot, az Országgyűlésben a kulturális és sajtóbizottság tagja volt. A 2006-os önkormányzati választáson választották először Hajdúböszörmény polgármesterévé, majd a 2010-es, a 2014-es és a 2019-es önkormányzati választáson is újraválasztották. 2010-től tagja, illetve póttagja a Régiók Európai Bizottságának. 2003-tól 2007-ig a Fidesz helyi csoportjának, 2004-től 2014-ig a párt választókerületi szervezetének volt elnöke, 2018-ban pedig a Fidesz megyei választmányának alelnökévé választották.
1994-ben helyi fiatalokkal alapítója volt a város első rádiójának, a Keleti Főcsatornának, melynek vezetője is lett. 1984 óta énekel a Városi és Pedagógus Kórusban, képviselőként tagja volt a Parlament "Szená-torok" nevű énekkarának is. 1991-ben alapítója, 1995 és 1998 között elnöke volt a KOTTA Fesztiválokat rendező Hajdú YouDo Ifjúsági Klubnak. 2000-től 2002-ig elnöke volt a helyi Önkéntes Tűzoltóegyletnek is.
Nős, felesége Tresánszki Zsuzsanna szociálpedagógus, jogász, két lányuk született.